# 391 a.C.
Il 391 a.C. (CCCXCI a.C. in numeri romani) è un anno  del IV secolo a.C.

## Eventi
- I Galli Senoni guidati da Brenno cingono d'assedio Chiusi che chiede aiuto a Roma, della quale è alleata.
- Roma
  - Tribuni consolari Lucio Lucrezio Tricipitino Flavo, Lucio Furio Medullino VII, Servio Sulpicio Camerino, Lucio Emilio Mamercino, Agrippa Furio Fuso e Gaio Emilio Mamercino II
  - Marco Furio Camillo sceglie l'esilio volontario ad Ardea
  - Dalla Campania viene importato a Roma un genere primitivo di commedia: l'Atellana.